# 若い宇和島
「若い宇和島」（わかいうわじま）は、日本の愛媛県宇和島市が制定した市民歌である。作詞・松影マサ子、作曲・西山道貞。
本項では、市民歌と同時に選定された市民音頭「うわじま音頭」（作詞：国村三郎、作曲：杵屋勝世）についても解説する。

## 解説
1950年（昭和25年）11月の市制30周年記念式典に合わせて市民歌の歌詞を懸賞募集し、市民音頭「うわじま音頭」と併せて選定された。式典では「うわじま音頭」と同じく国村三郎が作詞した「市制実施30周年祝賀の歌」と共に、小学校児童による斉唱が行われている。
タイヘイレコードが藤島桓夫の歌唱によりA面に「若い宇和島」、B面に「うわじま音頭」をそれぞれ吹き込んだSP盤（規格品番：M-40）を製造した。歌詞は全4番で、歌い出しは宇和島城が宇和島藩から兵部省を経て市民の公共財産に帰したことを祝うものとなっている。2番と3番では外堀や海の埋め立てによる市域の拡大、4番では敗戦を経た戦後復興に向けての決意を謳い上げており、歌に合わせた振付も作成された。1974年（昭和49年）刊の『愛媛の観光』では「郷土芸能」の一つに挙げられている。
「若い宇和島」および「うわじま音頭」は昭和27年版の市勢要覧に歌詞が掲載されており、公式の市民歌および市民音頭としての扱いを受けていたが、1970年（昭和45年）に新市民音頭として「宇和島おんど」（作詞：森あやめ、補作：石本美由起、作曲・編曲：和田香苗）が作成されて以降は2曲いずれも演奏の機会が激減した。
なお1950年版の市民音頭はレコードおよび市勢要覧で「うわじま音頭」と地名を平仮名で表記していたが、1960年（昭和35年）公開の日活映画『南海の狼火』で小林旭のカバーが挿入歌として使用された時は「宇和島音頭」と全て漢字でクレジットされており、この頃から地名を含め漢字表記が主流になった。そうした事情により、1970年版の新「宇和島おんど」と混同されることも珍しくない。
また、1988年（昭和63年）から毎年夏に開かれる「うわじまガイヤカーニバル」では、宇崎竜童が作詞・作曲したテーマソング「GAIYA ON THE ROAD」が演奏されている。

### 新設合併後の扱い
「若い宇和島」の制定主体であった（旧）宇和島市は北宇和郡吉田町および三間町、津島町の3町と新設合併し、2005年（平成17年）8月1日を以て（新）宇和島市が発足した。地方自治法上は合併に参加した旧市と同一名称を引き継いでいても別個の自治体として扱われるため、合併協議会で個別に取り決めを行わない場合はいずれの市町歌も自動的に失効した扱いとなるが、宇和島市・吉田町・三間町・津島町合併協議会においては「市の歌等については、合併後必要に応じ制作する。旧市町の歌はそのまま存続するものとする」と取り決められており、この合意に従うと旧市が制定した「若い宇和島」は3町が作成した町民音頭や小唄と共に新市へ引き継がれたものと考えられる（ただし、合併協議会の場で宇和島市が確認の対象として挙げたのは「GAIYA ON THE ROAD」のみであった）。
2001年（平成13年）から合併を挟んで2017年（平成29年）まで市長を務めた石橋寛久は在職中に「市歌の制定」を検討課題として掲げていた。また、市民歌「若い宇和島」と同時に選定された旧市民音頭の「うわじま音頭」についても、合併後に市民や地元出身者の有志が復活演奏を呼びかけて活動を行っている。